# Goatapitigba
Goatapitigba es un género de foraminífero bentónico de la subfamilia Polysaccammininae, de la familia Polysaccamminidae, de la superfamilia Psammosphaeroidea, del Suborden Saccamminina y del orden Astrorhizida. Su especie tipo es Goatapitigba jurara. Su rango cronoestratigráfico abarca el Holoceno.

## Discusión
Clasificaciones previas incluían Goatapitigba en la familia Polysaccamminidae, de la superfamilia Astrorhizoidea, de la así como en el suborden Textulariina del orden Textulariida.

## Clasificación
Goatapitigba incluye a las siguientes especies:
- Goatapitigba jurara
- Goatapitigba moanha